# Calanthe fragrans
Calanthe fragrans är en orkidéart som beskrevs av Pieter van Royen. Calanthe fragrans ingår i släktet Calanthe och familjen orkidéer.
Artens utbredningsområde är Papua Nya Guinea. Inga underarter finns listade i Catalogue of Life.